# Vertretung des Landes Bremen beim Bund und für Europa

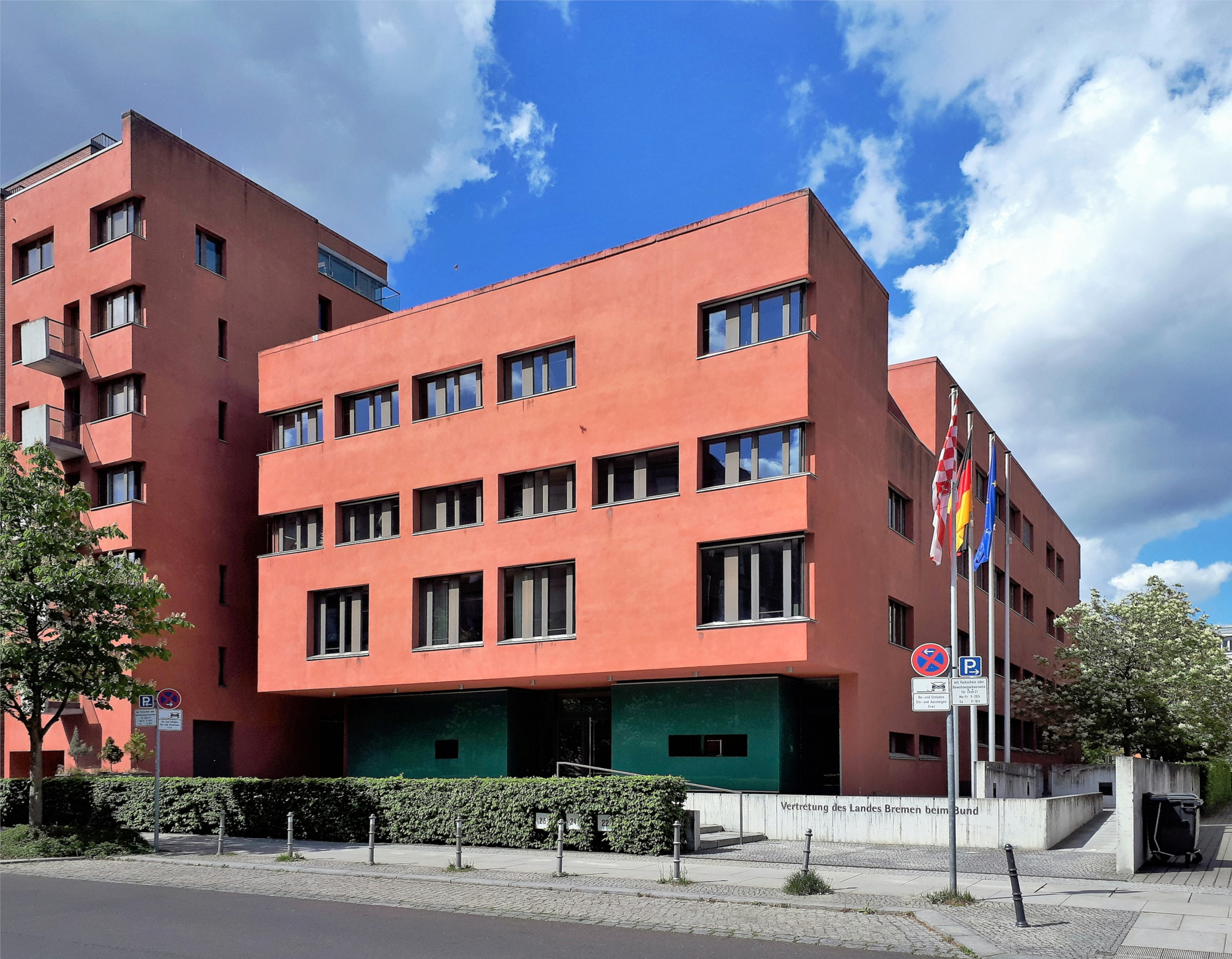
Landesvertretung in der Hiroshimastraße

Die Vertretung des Landes Bremen beim Bund und für Europa hat ihren Sitz in der Hiroshimastraße 24 im Berliner Ortsteil Tiergarten des Bezirks Mitte (Botschaftsviertel). Die offizielle Behördenbezeichnung lautet: Der Bevollmächtigte der Freien Hansestadt Bremen beim Bund und für Europa.

## Behörde
Bereits 1949 richtete die Freie Hansestadt Bremen eine Landesvertretung in Bonn ein. Der erste bremische Bevollmächtigte war der spätere Bundespräsident Karl Carstens.
Bevollmächtigte der Freien Hansestadt Bremen beim Bund und für Europa ist seit Juni 2025 Staatsrätin Nancy Böhning (SPD). Sie ist Mitglied des Senats und in der Exekutive nur ihm unterstellt.

## Aufgaben
Die Vertretung nimmt folgende Aufgaben wahr: Begleitung des Deutschen Bundestages, Politische Präsenz in Berlin, Kontakt zu Verbänden, Bundesbehörden, Botschaften und Netzwerken, Aktive Personalentwicklung in Berlin, Informationsveranstaltungen.
- Abteilung für Bundesangelegenheiten: Begleitung der Bundesgesetze die im Bundesrat behandelt werden (z. B. 553 Gesetze zwischen 2009 und 2013), sachkundige Einschätzungen zu jedem Gesetzentwurf, Vertretung in den 16 Fachausschüssen des Bundesrats
- Abteilung für Europaangelegenheiten: Die Europaabteilung verfügt über zwei Standorte, in Brüssel, wo – als Teil der Europaabteilung – die Vertretung der Freien Hansestadt Bremen ihren Sitz hat und andererseits in Bremen, wo ein weiterer Teil der Europaabteilung ansässig ist.

## Gebäude
Das derzeitige Gebäude befindet sich am Südrand des Tiergartens im Botschaftsviertel, dem westlichen Teil des Tiergartenviertels. Die Kosten des Neubaus betrugen 15,3 Millionen Euro. Das Gebäude wurde am 10. September 1999 eröffnet. Zum Komplex gehört auch ein achtgeschossiges Gästehaus. Im nördlichen Nachbargebäude befindet sich die Botschaft der Vereinigten Arabischen Emirate, deren nördlicher Nachbar wiederum die Landesvertretung von Nordrhein-Westfalen ist.

## Bevollmächtigte der Freien Hansestadt Bremen
Von 1947 bis 1949 vertrat Wilhelm Haas als Staatsrat von Bürgermeister Wilhelm Kaisen die bremischen Interessen gegenüber den entstehenden Bundesländern. Nach der Gründung der Bundesrepublik Deutschland waren dann die Bevollmächtigten beim Bund von 1949 bis 1971 Staatsräte, die keinem Senator zugeordnet wurden. Von 1971 bis 1995 waren die Bevollmächtigten beim Bund Senatoren, sie hatten Senatsdirektoren als Vertreter. Seit 1995 sind sie wieder Staatsräte und zugleich Mitglieder des Senats – also Regierungsmitglieder – ohne einem Senator direkt zu unterstehen.
| Name              | Amtsbeginn | Amtsende | Status      |
| ----------------- | ---------- | -------- | ----------- |
| Karl Carstens     | 1949       | 1954     | Staatsrat   |
| Heinrich Barth    | 1954       | 1960     | Staatsrat   |
| Fritz Richter     | 1961       | 1971     | Staatsrat   |
| Karl Willms       | 1971       | 1979     | Senator     |
| Günther Czichon   | 1979       | 1983     | Senator     |
| Wolfgang Kahrs    | 1983       | 1987     | Senator     |
| Klaus Wedemeier   | 1987       | 1987     | Senator     |
| Vera Rüdiger      | 1988       | 1991     | Senatorin   |
| Uwe Beckmeyer     | 1991       | 1995     | Senator     |
| Erik Bettermann   | 1995       | 2001     | Staatsrat   |
| Kerstin Kießler   | 2001       | 2011     | Staatsrätin |
| Eva Quante-Brandt | 2011       | 2012     | Staatsrätin |
| Ulrike Hiller     | 2012       | 2019     | Staatsrätin |
| Olaf Joachim      | 2019       | 2025     | Staatsrat   |
| Nancy Böhning     | 2025       |          | Staatsrätin |